# Johannes Brøndsted
Johannes Balthasar Brøndsted, född 5 oktober 1890, död 16 november 1965, var en dansk arkeolog och historiker.
Brøndsted blev filosofie doktor 1921 och var föreståndare vid Nationalmuseets förhistoriska avdelning 1933-1940 och från 1940 professor vid Köpenhamns universitet. Han var ledare för utgrävningarna i Salona 1922-1923 (Recherches à Salone, 2 band 1928-1933). Bland Brøndsteds många för nordisk arkeologi nyorienterande skrifter märks Nordisk og fremmed Ornamentik i Vikingetiden (1921), Early English ornament (1924), Vort Folks Oldtidsliv og forhistoriske Minder (1927) och Danmarks Oldtid (3 band 1938-1940). Som huvudredaktör för tidskriften Acta archæologica 1930-1947 intog Brøndsted en ledande ställning inom nordisk arkeologi. Under ockupationstiden spelade Brøndsted under ett kritiskt skede en framträdande roll i egenskap av Ledende Senior i Studenterforeningen; hans ingående kännedom om förhållanden kom till uttryck i det av Brøndsted redigerade verket De fem lange Aar (1945). På sin 50-årsdag hedrades Brøndsted med festskriften Fra Danmarks Ungtid (1940).

## Utmärkelser
- Dannebrogsmännens hederstecken,  1948[3]
- Corresponding Fellow of the British Academy,  1952[5]
- Läkerols kulturpris,  1958[9]
- Kommendör av första graden av Dannebrogorden,  1960[5]

[Redigera Wikidata]